# Skins (série télévisée, 2007)
Cet article concerne la série télévisée britannique. Pour la série télévisée américaine, voir Skins (série télévisée, 2011).
Pour les articles homonymes, voir Skins.
Skins est une série télévisée britannique en 61 épisodes d'environ 45 minutes créée par Jamie Brittain et Bryan Elsley et diffusée entre le 25 janvier 2007 et le 5 août 2013 sur la chaîne E4.
Aux États-Unis, la série a été diffusée partiellement sur BBC America. Au Canada, elle a été diffusée sur Super Channel et Bold. En France, elle a été diffusée entre le 6 décembre 2007 et le 2 juin 2014 sur Canal+ et Canal+ Séries et est rediffusée sur June. Au Québec, elle est diffusée depuis l'été 2012 sur MusiquePlus.
Skins a remporté deux BAFTA en 2008 et 2009. Au cours des épisodes, des thèmes plus ou moins controversés tels que l'homosexualité, la promiscuité, le narcissisme, les familles monoparentales et à problèmes, les troubles de la personnalité, la grossesse, l'anorexie, la toxicomanie, l'autisme, le harcèlement et la mort sont traités.
La série se différencie de la production habituelle en raison de plusieurs particularités : à part pour quelques personnages, elle a recours à de jeunes acteurs inconnus ; en outre, le casting est intégralement modifié toutes les deux saisons, créant ainsi trois générations de personnages. Une adaptation américaine d'une saison a été diffusée entre le 17 janvier 2011 et le 21 mars 2011 sur MTV.
La septième et ultime saison de Skins a été diffusée entre le 1er juillet et le 5 août 2013 au Royaume-Uni sur la chaîne E4. Elle se compose de trois films en deux parties : Skins Fire, Skins Pure et Skins Rise qui sont respectivement centrés sur Effy, Cassie et Cook.

## Synopsis
Skins raconte la vie d'un groupe de copains qui fréquentent tous le lycée fictif de Roundview Sixth Form College. L'action se déroule à Bristol, dans le Sud-Ouest de l'Angleterre.
Le groupe d'origine (saisons 1 et 2) se compose d'un beau gosse intelligent et bon élève mais au comportement odieux (surtout avec ses parents), Tony Stonem, et de Michelle, sa jolie copine, elle aussi bonne élève ; de Sid, le meilleur ami de Tony, un garçon physiquement peu attirant, élève moyen, toujours puceau et qui fantasme sur Michelle, « chasse réservée » de Tony ; de Cassie, une jeune fille anorexique et rêveuse ; d'Anwar, un musulman qui essaie de concilier les interdits de sa religion avec son attirance pour le sexe et la drogue ; de Maxxie, un jeune danseur beau et sensible, homosexuel ; de Chris, un fêtard invétéré qui use et abuse de toutes les substances illicites qui passent à sa portée et qui est amoureux de sa professeur de psychologie, Angie ; de Jal, une élève sérieuse, qui apprend la clarinette et s'apprête à embrasser une carrière de musicienne, et enfin d'Effy, la jeune sœur de Tony qui, sous des dehors bien sages, mène une vie dissolue en cachette de ses parents mais avec la complicité de son frère aîné. Qu'ils aient un regard déjà blasé et mènent leurs relations sexuelles sans retenue, comme Tony et Michelle, ou qu'ils soient fantasques comme Cassie, ces adolescents sont les victimes plus ou moins consentantes des névroses de leur âge et de la société déboussolée qui les entoure. Tony et ses amis gèrent plus ou moins bien leurs problèmes familiaux, avalent toutes les drogues à leur disposition et lisent pour certains Sartre aux toilettes. Leur point commun ? La frustration, le mal-être, le mal du XXIe siècle et des jeunes de 17 ans. La série fournit également une peinture désabusée du monde des adultes : les personnages censés incarner l'autorité (parents, professeurs, directeur, voire responsables des services publics) sont eux-mêmes décrits comme névrosés, englués dans leurs propres problèmes sexuels ou psychologiques et incapables de fournir un repère crédible aux adolescents.
La seconde génération (saisons 3 et 4) change complètement de casting à l'exception d'Effy Stonem, la petite sœur de Tony, qui en deviendra le personnage principal, et de Pandora, sa meilleure et sans doute sa seule amie, qui avait fait une brève apparition vers la fin de la 2e saison de la première génération. Pandora, lunatique et très étrange, garde malgré tout un bon fond qui lui permet d'avoir une histoire avec Thomas, un immigré congolais, jeune garçon sympathique et réfléchi qui s'efforce de réussir sa vie et s'intégrer de son mieux dans la société anglaise. Cook, charismatique et provocateur, un peu immature et sans aucune conscience, sème le trouble et s'en amuse. Freddie, le plus responsable de la bande, est un skateur fou amoureux d'Effy. JJ a une forme d'autisme léger et est sans cesse rabaissé par les autres élèves. Inséparables au début de la saison 3, ces trois garçons seront vite divisés par leur rivalité autour d'Effy. Il y a aussi Emily et Katie, des jumelles dont les caractères sont à l'opposé l'un de l'autre : Katie est populaire, elle ne peut se passer d'un petit-ami et elle aime tout régenter, tandis qu'Emily vit dans son ombre, est maladroite et moins sûre d'elle-même. Enfin, Naomi est une adolescente révoltée et sarcastique.
La troisième génération (saisons 5 et 6) change à nouveau de casting et cette fois intégralement (aucun personnage apparu dans les saisons précédentes ne fait le lien mis à part le directeur du lycée Roundview). La saison 5 commence avec le personnage de Franky, une jeune fille androgyne et solitaire, qui a déménagé à Bristol dans l'espoir d'un nouveau départ. Lors de son premier jour au Lycée Roundview, elle fait la rencontre de Mini, une jeune fille à l'allure froide et superficielle mais en réalité vulnérable, et de ses amies, Grace, une jeune fille sage et passionnée de danse qui vit encore dans le monde des contes de fées, et Liv, une jeune fille à la réputation de fêtarde qui cherche à tout prix à ressembler à Mini; ainsi que du petit ami de cette dernière, Nick, capitaine de rugby du lycée. Franky sera malheureusement tout de suite rejetée et humiliée par Mini, mais Grace la prendra sous sa protection. Les autres personnages sont Alo, un jeune garçon de ferme qui cherche absolument à coucher avec des filles ; Rich, un fan de metal qui refuse tout compromis et Matty, un jeune garçon étrange qui se révélera plus tard être le frère d'un des personnages de la bande…
Chaque épisode de Skins se focalise sur un personnage de la bande, à l'exception des premiers et derniers épisodes de chaque saison, qui sont sur l'ensemble des personnages.

## Fiche technique
- Version française réalisée par [3]:
  - Société de doublage : Nice Fellow
  - Direction artistique : Hervé Rey
  - Adaptation des dialogues : Vanessa Chouraqui, Aurélie Cutayar et Tim Stevens

## Distribution et personnages

### Première génération (2007-2008)
Ces personnages apparaissent exclusivement dans les saisons 1 et 2 de la série, à l'exception d'Effy, Cassie et Pandora.

#### Personnages principaux
- Anthony « Tony » Stonem (Nicholas Hoult) (VF : Yoann Sover) est un jeune playboy manipulateur, éventuellement sociopathe et parfois pervers. Il est admiré par la plupart des ados et même par leurs parents qui voient en lui une sorte d'enfant modèle, alors que ses propres parents l'ont en horreur. Il sort avec Michelle mais cela ne l'empêche pas d'aller voir ailleurs (du côté des filles, mais aussi des garçons, pour « tenter des expériences »). Tony réussit bien à l'école et est probablement l'élément le plus intelligent de la bande, en compagnie de Jal.
- Michelle Richardson (April Pearson) (VF : Caroline Lallau) est la copine de Tony, avec qui elle entretient une relation des plus ambiguës et conflictuelles ; il se joue constamment d'elle. Elle est surnommée « Chelle » par ses amis ou « Nibs » (Nips en VO) par Tony qui la raille constamment sur sa poitrine, parce qu'il trouve drôle qu'elle ait un sein qui serait plus gros que l'autre. Michelle peut apparaître superficielle et très préoccupée par son physique, mais elle est aussi très intelligente, et dévouée à Tony. C'est la meilleure amie de Jal. Elle a du mal à supporter les maris successifs de sa mère.
- Sidney « Sid » Jenkins (Mike Bailey) (VF : Brice Ournac) est le puceau loser de service, mais toujours prêt à aider ses amis. Il a toujours aimé en « secret » Michelle, la copine de son meilleur ami Tony qui profitera de cette faiblesse pour le manipuler maintes fois, parfois cruellement. Malgré tout Sid adore Tony, même s'il se rend compte des petits jeux de celui-ci. Au début de la saison, trop centré sur Michelle, mais il finit par se détourner d'elle et tombe amoureux de Cassie, alors qu'il l'ignorait pendant un temps
- Cassandra « Cassie » Ainsworth (Hannah Murray) (VF : Laëtitia Godès) est une jeune anorexique, officiellement en voie de guérison, cherchant toujours à apparaître gaie et « normale », mais semblant en permanence décalée et en équilibre au bord d'un gouffre intérieur. Cassie est très amie avec Jal et Michelle. Elle est aussi folle amoureuse de Sid, mais intérieurement dévastée car totalement ignorée par ce dernier (du moins pendant un temps).
- Christopher « Chris » Miles (Joe Dempsie) (VF : Romain Redler) est un peu le clubber de la bande. Il adore essayer toutes sortes de substances plus ou moins licites, et est amoureux d'Angie, la professeur de psychologie, beaucoup plus âgée que lui.
- Jalander « Jal » Fazer (Larissa Wilson) (VF : Sylvie Jacob) est une clarinettiste douée dont le père est un artiste et producteur de rap reconnu. C'est un peu la « fille sérieuse » de la bande, elle a du mal à confier ses problèmes à ses amis et à sa famille car la plupart du temps ils ne prennent pas le temps de l'écouter. Elle s'entraîne durement pour le concours du musicien de l'année. Elle vit avec son père et ses deux frères Lynton et Ace. Sa mère a quitté le domicile lorsqu'elle était jeune, ce qui crée des tensions dans la famille, d'autant que Jal lui ressemble énormément.
- Max « Maxxie » Oliver (Mitch Hewer) (VF : Hervé Grull) est un grand artiste. Il est de nature calme et sensible. En dehors du lycée, il est danseur, et pratique notamment les claquettes et le hip-hop. Son meilleur ami est Anwar mais il entretient aussi une excellente relation avec les autres membres de la bande. Maxxie semble également assez sensible à ce que les autres pensent de lui. Il est conscient de son physique attirant mais n'en profite pas. Pourtant, son orientation sexuelle ne lui permet pas d'avoir toutes les relations qu'il voudrait avoir avec d'autres garçons de la série, il développe donc un certain manque sexuel qu'il comblera parfois en faisant quelques erreurs. Il est toujours là pour ses amis et vit très mal les conflits.
- Anwar Kharral (Dev Patel) (VF : Alexandre Nguyen) est un musulman pratiquant, mais en apparence seulement : il se permet en effet de boire et de se droguer. Cela ne lui pose pas vraiment de problème de conscience car il se rattrape sur ses prières, qu'il n'oublie jamais de faire. Son amitié avec Maxxie, homosexuel, lui pose davantage de problèmes moraux. Anwar est conditionné par sa religion à considérer l'homosexualité comme quelque chose de mal, de contre nature ; il est persuadé que si sa famille apprenait que Maxxie était homosexuel, elle serait choquée et ne l'apprécierait pas autant.
- Lucy « Sketch » (Aimee-Ffion Edwards) (VF : Alexandra Garijo) est une jeune fille qui apparaît dans la saison 2. Elle vit dans un appartement en face de celui de Maxxie, à qui elle voue une obsession malsaine en l'espionnant ou en le photographiant à son insu à n'importe quel moment de la journée. Elle tente de ressembler le plus possible à un garçon, afin d'avoir une chance avec lui. Sa mère, clouée à la maison et atteinte de sclérose en plaques, est persuadée que Maxxie est le petit ami de sa fille parce que c'est ce que celle-ci lui a dit, et ignore bien sûr qu'il est gay.

Photos des acteurs de la première saison
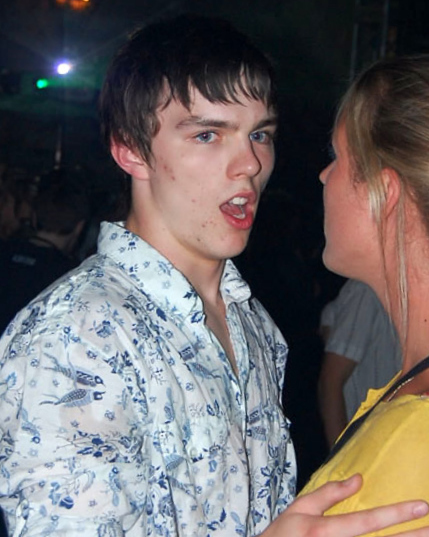
Nicholas Hoult interprète Anthony « Tony » Stonem
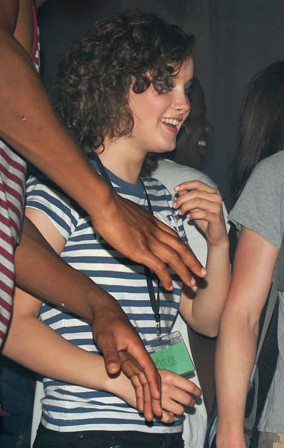
April Pearson interprète Michelle Richardson
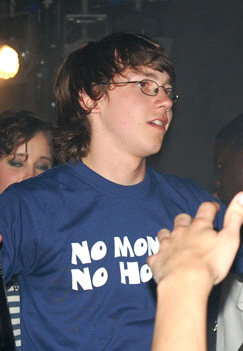
Mike Bailey interprète Sidney « Sid » Jenkins
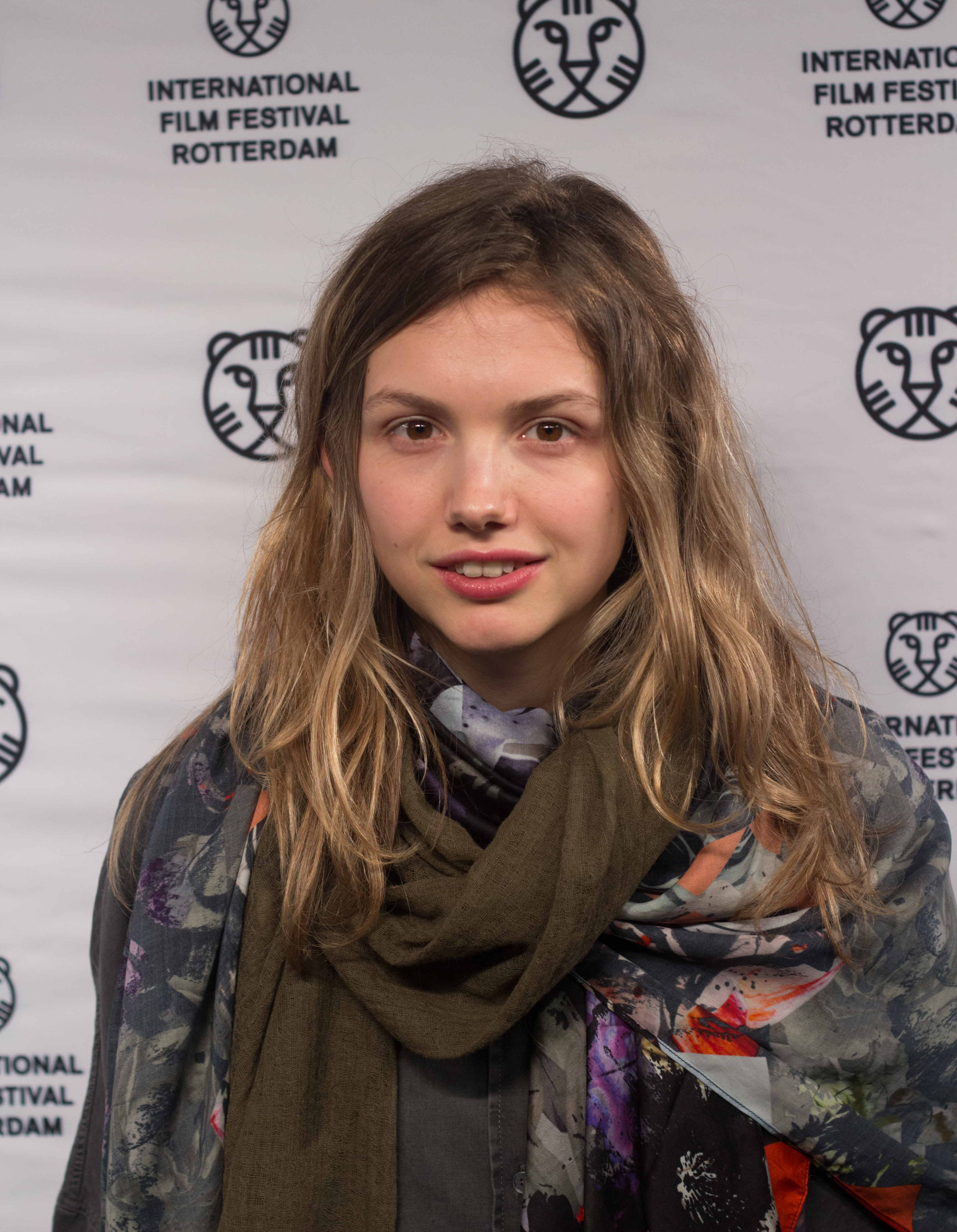
Hannah Murray interprète Cassandra « Cassie » Ainsworth
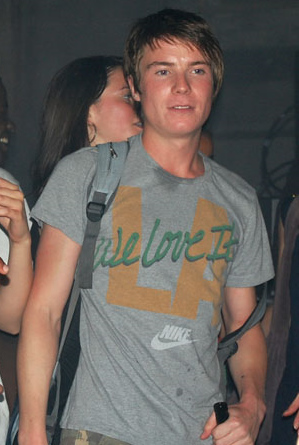
Joe Dempsie interprète Christopher « Chris » Miles
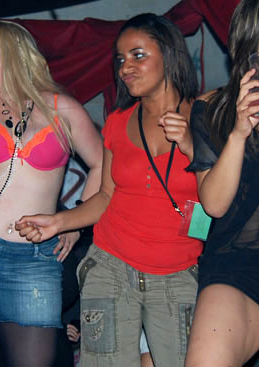
Larissa Wilson interprète Jalander « Jal » Fazer
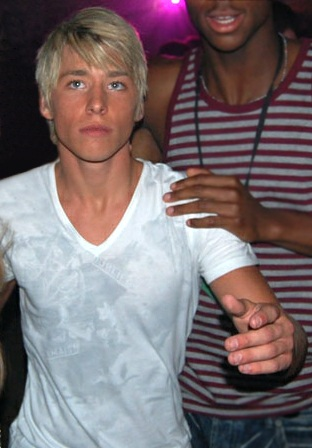
Mitch Hewer interprète Max « Maxxie » Oliver
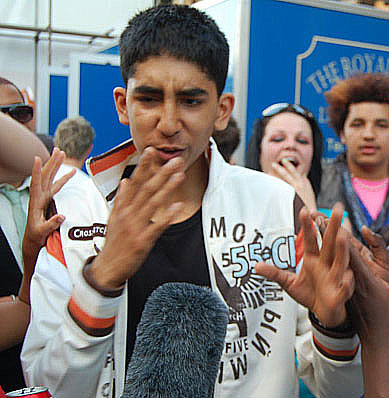
Dev Patel interprète Anwar Kharral
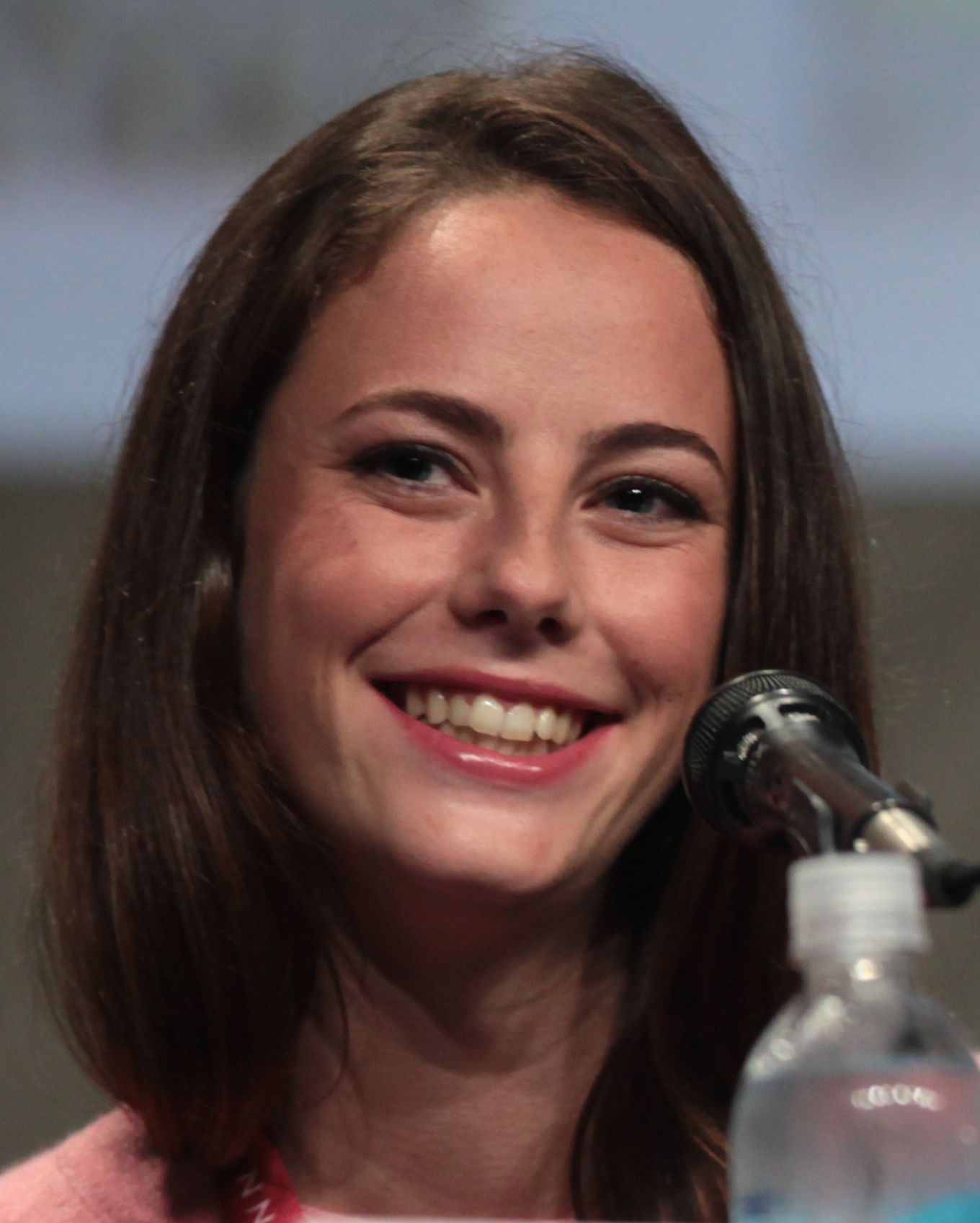
Kaya Scodelario interprète Elizabeth « Effy » Stonem

#### Personnages secondaires
- Elizabeth « Effy » Stonem (Kaya Scodelario) (VF : Karine Foviau) : la petite sœur de Tony qui reste presque tout le temps silencieuse, manipulatrice et trash avec de légères tendances à la pyromanie. Son côté mystérieux et obscur lui attire l'admiration de certains, l'amour de certains autres et parfois quelques ennuis. Elle est la personne qui comprend le mieux Tony et entretient la meilleure relation avec lui, et est sans doute la seule qu'il ne cherche pas à manipuler. Elle fait le mur toutes les nuits, avec la complicité de son frère.
- Kenneth Posh (Daniel Kaluuya) (VF : Christophe Lemoine) : camarade de classe, traîne souvent avec la bande et se donne des airs de rappeur.
- Angie (Siwan Morris) (VF : Ivana Coppola) : la professeur de psychologie dont Chris est « secrètement » amoureux. Très proche des élèves, elle s'efforce de donner de bons conseils.
- Tom Barkley (Robert Wilfort) (VF : Laurent Mantel) : le professeur d'histoire un peu niais et mégalo attiré par Angie (saison 1).
- Abigail « Abby » Stock (Georgina Moffat) (VF : Charlotte Marin) : la rivale de Michelle qui n'est pas insensible aux charmes de Tony. Elle est riche et le montre, ce qui a le don d'agacer la bande.
- Josh Stock (Ben Lloyd-Hughes) (VF : Fabrice Trojani) : le frère d'Abigail. Rival de Tony qui n'est pas insensible aux charmes de Michelle (saison 1).
- Maddison « Mad le Barge » Twatter (Stephen Martin Walters) (VF : Damien Boisseau) : trafiquant de drogue de Sid, faisant partie du même groupe de conversation que Cassie. Docteur en philosophie, n'aime pas qu'on le fixe (saison 1).

### Deuxième génération (2009-2010)
Ces personnages apparaissent exclusivement dans les saisons 3 et 4 de la série (exceptés Effy, Pandora, Cook, Emily et Naomi).

#### Personnages principaux
- Elizabeth « Effy » Stonem (Kaya Scodelario) (VF : Karine Foviau) est la petite sœur intelligente et manipulatrice de Tony. Personnage récurrent des saisons 1 et 2, elle remplace désormais son frère dans le rôle du leader de la bande d'ados de la série. Toujours aussi trash et mystérieuse, Effy, qui s'enfermait autrefois dans le mutisme, est maintenant devenue une belle jeune fille classieuse et populaire. Cependant, elle reste toujours un peu distante avec ses pairs et fait semblant d'avoir un cœur de pierre, peut-être par peur de dévoiler ses faiblesses. Elle affiche une personnalité forte et indifférente, mais lorsqu'elle sortira enfin avec Freddie, son amour dévorant pour lui la mènera à la folie.
- James Cook (Jack O'Connell) (VF : Donald Reignoux) est un casse-cou charismatique et audacieux qui n'a jamais peur d'enfreindre les règles, allant même jusqu'à la provocation. Téméraire et tête brûlée, il est prêt à aller très loin pour obtenir ce qu'il veut.
- Frederick « Freddie » McClair (Luke Pasqualino) (VF : Juan Llorca) est un skater, meilleur ami de Cook et de JJ. Ayant perdu sa mère jeune, il a été obligé de grandir plus vite. D'ailleurs, de ses amis, c'est sans doute lui le plus responsable, modérant souvent les ardeurs de Cook. Il est fasciné par Effy dès qu'il la voit pour la première fois.
- Jeremiah Jonah « JJ » Jones (Ollie Barbieri) (VF : Franck Lorrain) est le meilleur ami de Freddie et de Cook. Timide et socialement peu avantagé, il présente quelques signes d'autisme léger et est vraisemblablement atteint du Syndrome d'Asperger. Il est par ailleurs très intelligent et possède une très grande mémoire, et c'est aussi un prestidigitateur doué qui fait des tours de magie pour impressionner ses amis. Il participe souvent aux coups foireux de Cook, mais il n'a pas autant de chance que son ami et se fait souvent avoir. Il fait souvent office de tampon entre Cook et Freddie, notamment lorsque les deux sont en froid.
- Pandora « Panda » Moon (Lisa Backwell) (VF : Adeline Chetail) est la meilleure amie d'Effy. Présentée au cours de la saison 2, au départ coincée, elle avait été rapidement dévergondée par Effy. Naïve et très lunaire, Pandora s'intéresse aux chenilles et à l'univers d'Harry Potter. Elle est toujours vierge, et sa mère ne veut pas qu'elle sorte avec des garçons.
- Naomi Campbell (Lily Loveless) (VF : Olivia Luccioni) est une idéaliste passionnée de politique pleine de principes et d'ambition qui porte le prénom et le nom d'une top-model (Naomi Campbell), ce qui lui vaut quelques moqueries. Elle est copieusement détestée par Katie, alors qu'Emily semble vouloir mieux la connaître. Les excentricités de Cook l'agacent au plus haut point, ce qui semble beaucoup amuser ce dernier. Elle tente de lutter contre son attirance pour Emily, ce qui est de plus en plus difficile pour elle.
- Katherine « Katie » Fitch (Megan Prescott) (VF : Cécile Nodie) est la sœur jumelle d'Emily. Katie est une jeune fille populaire, dynamique et farouchement individualiste. Un peu superficielle, elle se montre arrogante envers ceux sur qui elle est en position de supériorité, et notamment sa sœur, envers qui elle semble peu attachée au premier abord.
- Emily Fitch (Kathryn Prescott) (VF : Cécile Nodie) est la sœur jumelle de Katie. Contrairement à cette dernière, Emily est timide et effacée, et dépend souvent de Katie, à qui elle sert de faire-valoir. Malgré cela, elle semble vouloir se rapprocher de Naomi, dont elle est amoureuse depuis toujours. Sans cesse repoussée par Naomi, Emily arrivera finalement à ses fins et ira jusqu'à emménager avec elle dans la saison 2 de cette génération.
- Thomas Tomone (Merveille Lukeba) (VF : Arthur Pestel) est originaire du Congo et s'installe à Bristol. Il parle français et devra s'intégrer avec sa famille parmi les Anglais. Posé et généreux, il est impressionné par la civilisation européenne. Lui et Panda tombent amoureux, mais leur relation traversera de nombreux remous.

#### Personnages secondaires
- Karen McClair (Klariza Clayton) (VF : Ysa Ferrer) : la grande sœur de Freddie. Elle souhaite devenir célèbre grâce à son talent de danseuse, et son frère vit mal la place grandissante qu'elle prend dans son foyer.
- John White (Mackenzie Crook) : célèbre malfrat de Bristol, père d'une des copines de Karen, la sœur de Freddie. Il déteste profondément Cook.
- Danny Guillermo (Henry Garrett) : le petit ami dragueur de Katie dans la saison 3. Joueur de football réserviste chez les Bristol Rovers, il possède une Renault Mégane coupé cabriolet jaune dont il est très fier. Il sort ensuite avec Candy dans la saison 4.
- Steve (David Baddiel) (VF : Philippe Peythieu) : le patron de Jim Stonem, le père d'Effy. Lui et Jim semblent travailler dans une société liée à l'informatique. Il est l'amant de la mère d'Effy dans la saison 3.
- Sam (Ben Evans) (VF : Joachim Salinger) : le nouveau petit ami de Katie dans la saison 4.
- Candy (Lily Davis-Broome) : une rivale de Katie dans la saison 4.
- Lara Lloyd (Georgia Henshaw) (VF : Camille Donda) : la première copine de JJ. Déjà mère, elle travaille dans le même magasin de bonbons que lui. C'est une fille jolie et calme, mais qui cache beaucoup de force et de courage en elle.
- John T. Foster (Hugo Speer) (VF : Bernard Lanneau) : le psychiatre d'Effy dans les derniers épisodes de la saison 4. Sa méthode pour remettre Effy dans le droit chemin fait plus de mal que de bien.

### Troisième génération (2011-2012)
Le casting de la saison 5 a débuté en avril 2010 à Londres, et 8 jeunes acteurs et actrices plus ou moins connus parmi les huit-mille auditionneurs ont été retenus et pour jouer dans ces deux nouvelles saisons. La saison 5 comporte 8 épisodes, comme le nombre de personnages. Elle a été diffusée de janvier à mars 2011.
Contrairement aux rumeurs courant sur le fait qu'un personnage fasse le lien entre deux générations (comme James, le frère des jumelles, ou le petit frère de Cook, ou bien Karen, la sœur de Freddie), comme l'ont fait Effy Stonem ou Pandora Moon, aucun personnage ne fait le lien entre cette 2e et 3e génération.
Cette troisième génération comporte les acteurs suivants : Alexander Arnold, Dakota Blue Richards, Sean Teale, Sebastian De Souza, Will Merrick, Laya Lewis, Freya Mavor et Jessica Sula, puis Sam Jackson à partir de la saison 6.

#### Personnages principaux
- Francesca « Franky » Fitzgerald (Dakota Blue Richards) (VF : Claire Bouanich) : solitaire qui n'a pas d'amis, c'est la fille oubliée. Du fait de ses nombreuses phobies et d'avoir été martyrisée dans son ancien lycée, elle n'est pas sortie de chez elle depuis des mois. En rentrant au lycée, elle est confrontée à un groupe d'amis dont certains vont l'accueillir (Grace) mais d'autres la rejeter (Mini).
- Minerva « Mini » McGuinness (Freya Mavor) (VF : Maïa Michaud) : séduisante blonde en couple avec Nick. Très superficielle, satisfaite d'elle-même (fière notamment de sortir avec l'un des garçons les plus populaires de la ville), elle a cependant des problèmes avec sa mère qui lui pique ses vêtements et qu'elle rencontre lors de ses soirées. Elle est également très possessive vis-à-vis de ses proches comme son petit ami ou ses meilleures amies. Elle ne va notamment pas apprécier l'amitié grandissant entre Grace et Franky.
- Nicholas « Nick » Levan (Sean Teale) (VF : Jimmy Redler) : sportif populaire, capitaine de l'équipe de rugby en couple avec Mini. S'il est d'apparence dur et intransigeant, il peut néanmoins être sensible et plein de compassion. Il est aussi le frère de Matty.
- Grace Violet (Jessica Sula) (VF : Fily Keita) : la meilleure amie de Mini la suivant partout et lui servant essentiellement de faire-valoir. Célibataire très sage, passionnée de danse classique et de belles histoires d'amour qu'elle rêve de vivre un jour. Elle est la première à tenter de se lier d'amitié avec Franky et devra la défendre face à Mini. Elle est la fille cachée d'un personnage bien connu des fans.
- Aloysius « Alo » Creevey (Will Merrick) (VF : Adrien Larmande) : issu d'une famille de fermiers, Alo est le meilleur ami de Rich. C'est un grand fêtard très porté sur le porno qui refuse de grandir. Ses relations avec ses parents, particulièrement sa mère, sont très tendues.
- Olivia « Liv » Malone (Laya Lewis) (VF : Céline Ronté) : amie de Mini à qui elle rêve de ressembler. Elle désire donc apparaître comme une femme forte que rien n'affecte mais devra faire face à sa première rupture amoureuse. Ayant Mini comme modèle, elle rejette logiquement Franky mais finit par se rapprocher d'elle.
- Richard « Rich » Hardbeck (Alexander Arnold) (VF : Olivier Martret) : ami d'Alo avec qui il va de pair. Issu de la classe moyenne dont il rêve de s'évader, Rich est un jeune métalleux joueur de guitare qui constitue pour lui une échappatoire. Il est relativement borné et n'accepte pas les opinions divergentes. Il va fortement se rapprocher de Grace.
- Matthew « Matty » Levan (Sebastian De Souza) (VF : Julien Bouanich) : personnage sombre et préoccupé en pleine désillusion. Il semble indifférent aux sentiments de son entourage. Frère de Nick.
- Alexander Henley dit « Alex » (Sam Jackson) (VF : Hugo Brunswick) : fêtard accompli qui rentre dans le groupe à partir de la saison 6. Homosexuel assumé, il a de nombreuses conquêtes. Il va devenir très proche de Liv.

#### Personnages secondaires
- Rider (Daniel Black) : un ami de Nick jouant dans son équipe de rugby et qui va flirter avec Liv. Il accueille notamment le groupe dans la maison de son père au Maroc.
- David Blood (Chris Addison) (VF : Thierry Bourdon) : nouveau proviseur du lycée de Bristol apparu à partir de la saison 4. Il est très strict et très soucieux de l'image de son établissement, n'hésitant pas à renvoyer les élèves pouvant l'entacher. C'est aussi le père de Grace.
- Doug Parry-Denham (Giles Thomas) (VF : Laurent Morteau) : le directeur adjoint farfelu du lycée qui est présent depuis la saison 1.
- Poppy (Holly Earl) (VF : Lisa Caruso) : un nouveau personnage qui aura une relation avec Alo.
- Luke (Joe Cole) : personnage apparaissant dans la saison 6 et dont Franky va s'éprendre.
- Jake (James Burrows) : associé de Luke, peut se montrer violent.

### Dernière saison (2013)
Cette saison permet de suivre trois des adolescents de la série dans leur vie d'adulte : Effy (saisons 1 à 4), Cassie (saisons 1 et 2) et Cook (saisons 3 et 4). Naomi et Emily (saisons 3 et 4) interviennent également dans les épisodes consacrés à Effy. Cette saison est décrite comme plus adulte, les personnages entrant dans la vingtaine. Nous apprenons donc l’évolution de ces personnages et où ils se trouvent à présent. Ces derniers épisodes sont écrits par les créateurs Bryan Elsley et Jamie Brittain ainsi que Jess Brittain. La saison est découpée en trois parties de deux épisodes. Chaque partie est centré sur un personnage : Skins Fire (Effy), Skins Pure (Cassie) et Skins Rise (Cook). Cet adieu a été diffusé en juillet 2013 sur la chaîne E4.

#### Personnages principaux
- Elizabeth « Effy » Stonem (Kaya Scodelario) (VF : Karine Foviau) travaille en tant que réceptionniste dans une société de fonds spéculatifs leader à Londres. Après une promotion éclair, elle va tomber sur des informations cruciales liées à un contrat important, dont elle se servira avec succès. Effy va également s’engager dans une relation romantique avec son riche patron. Mais elle va se rendre compte que la situation dans laquelle elle s’est embarquée a beaucoup plus de conséquences qu’elle ne le pensait. Naomi, sa colocataire, va tenter d’aider Effy à ne pas ruiner sa vie. Seule une tragédie va la réveiller.
- Cassandra « Cassie » Ainsworth (Hannah Murray) (VF : Laëtitia Godès) est à la dérive, seule et invisible à Londres essayant de trouver un sens à sa vie. Elle se rend compte progressivement que quelqu’un la suit. Cassie se tourne vers l’inconnu. Une étrange amitié va naître d’une solitude mutuelle, mais peut-elle survivre face au monde réel ?
- James Cook (Jack O'Connell) (VF : Donald Reignoux) s'est trouvé un « boulot » de livreur de drogue pour les fêtards de Manchester. Quand on lui demande d’aider la petite amie de son patron à trouver une maison, il va être irrésistiblement attiré par elle. Cook va alors s’embarquer dans des évènements qui vont le mener dans un monde de revanche sauvage et il se confrontera à son passé violent.

#### Personnages secondaires
Épisodes 1 et 2 « Le pari d'Effy » (« Skins Fire ») :
- Naomi Campbell (Lily Loveless) (VF : Olivia Luccioni) est devenue la colocataire d'Effy.
- Emily Fitch (Kathryn Prescott) (VF : Cécile Nodie) est toujours la petite amie de Naomi, et séjourne désormais aux États-Unis pour un stage.
- Victoria (Lara Pulver) (VF : Anne Massoteau) est une collègue d'Effy, jalouse de sa relation avec Jake.
- Jake (Kayvan Novak) (VF : Jean-Pierre Michaël) est le patron d'Effy.
- Dominic (Craig Roberts) (VF : Gabriel Bismuth-Bienaimé) est un ami d'Effy, fou amoureux d'elle.

Épisodes 3 et 4 « Zoom sur Cassie » (« Skins Pure ») :
- Jakob (Olly Alexander) (VF : Arnaud Laurent) est le photographe voyeur, collègue de Cassie.
- Yaniv (Daniel Ben Zenou) (VF : Zohar Wexler) est un collègue de Cassie, attiré par elle (et jaloux de Jakob).
- Maddie (Charlene McKenna) (VF : Barbara Beretta) est la voisine de chambre de Cassie, accro au sexe et à la fête.

Épisodes 5 et 6 « Cook en enfer » (« Skins Rise ») :
- Louie (Liam Boyle) (VF : Alexis Tomassian) est le copain de Charlie et le propriétaire de la boîte de nuit. Il est le « chef » de la bande.
- Charlie (Hannah Britland) (VF : Jessica Monceau) est la petite amie infidèle et nymphomane de Louie.
- Jason (Lucien Laviscount) est un dealer, ami de Cook, qui couche avec Charlie.
- Emma (Esther Smith) (VF : Victoria Grosbois) est la "petite amie" de Cook.

## Épisodes

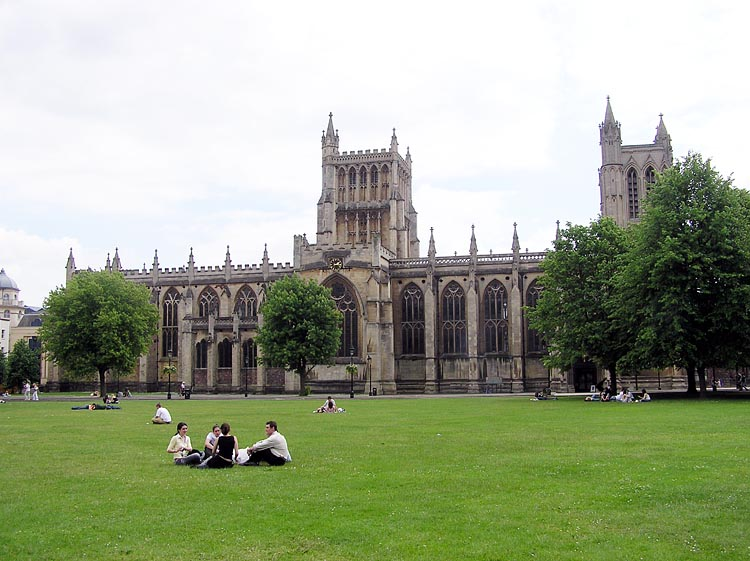
La cathédrale de Bristol et College Green, lieu de tournage récurrent pour les saisons 1 et 2

L'équipe des scénaristes est constituée de jeunes adultes pour la plupart : les frères Dawson, Jack Thorne de Shameless, Josie Long et Ben Schiffer. Daniel Kaluuya (qui joue Posh Kenneth) a lui aussi participé à la rédaction de certains scénarios.
Les épisodes sont tournés entièrement en HD avec des caméras Sony HDW-750P (saisons 1 et 2) et HDW-F900R (saisons 3 et 4) et montés en utilisant les logiciels de montage Apple Final Cut Pro, Autodesk Lustre et Autodesk Smoke dans les locaux de la BBC Post Production, Bristol.
Le générique de la série se compose d'images des protagonistes et de la ville de Bristol. On peut par ailleurs reconnaître des endroits typiques de la ville, tels que l'horloge de la cathédrale de Bristol dans le générique de la saison 1 et la Pur Down BT Tower dans celui de la saison 2. La musique du générique est composée par Fat Segal qui a également fourni des morceaux pour la bande-son des épisodes.
La première saison de Skins a été tournée durant l'été 2006 à Bristol. L'épisode 6 de la saison 1 a été tourné en Lituanie.
La deuxième saison a été tournée durant l'été et l'automne 2007 à Bristol. L'épisode 4 de la saison 2 a été filmé à la péninsule de Gower, pays de Galles, et les scènes d'université dans l'épisode 6 de la saison 2 ont été tournées à l'université d'Exeter entre le 18 et le 20 septembre 2007. Une partie des épisodes 9 et 10 de la saison 2 a été tournée à New York en décembre 2007.
La saison 3 a été tournée à Bristol entre le 23 juin 2008 et décembre 2008. Les scènes d'école ont été tournées cette fois au complexe sportif WISE du Filton College. L'épisode 10 de la saison 3 a été tourné à Sharpness, comté de Gloucestershire.
La saison 4 a été tournée à Bristol entre juillet et novembre 2009. Les scènes d'école ont été tournées à Henbury School.
Plusieurs scènes de la série ont été tournées à College Green, un espace vert près de la Cathédrale de Bristol. Les cafés, les restaurants, les boîtes de nuit que l'on voit dans la série existent vraiment à Bristol.
Note : dans la version originale depuis la première saison, chaque épisode est intitulé selon le personnage central de celui-ci.

### Première saison (2007)
La saison 1 a été diffusée du 25 janvier au 22 mars 2007 sur E4.
Les épisodes portent le nom du personnage central de l'épisode. Le générique qui accompagne chaque épisode est personnalisé selon le personnage auquel l'épisode se rapporte. De plus, chaque épisode démarre avec un plan sur les yeux du personnage concerné.
L'épisode 1, Tony, consacré au leader de la bande, permet par la même occasion d'introduire la plupart des personnages, le format et le thème de la série. Les épisodes suivants, Cassie, Jal, Chris, Sid et Michelle sont par contre portés sur un personnage spécifique. L'épisode 6 Maxxie est un épisode centré sur les personnages de Maxxie et d'Anwar et leur relation. L'épisode 8, Effy, est plutôt consacré à sa recherche par les autres personnages, plutôt qu'à elle-même. L'épisode 9, Anwar, est, comme le pilote, un épisode portant plus sur l'ensemble des personnages et le dénouement de leurs relations.
1. Tony (Tony)
2. Cassie (Cassie)
3. Jal (Jal)
4. Chris (Chris)
5. Sid (Sid)
6. Maxxie (Maxxie and Anwar)
7. Michelle (Michelle)
8. Effy (Effy)
9. Anwar (Everyone)

### Deuxième saison (2008)
La deuxième saison a été diffusée entre le 11 février et le 14 avril 2008 sur E4. Le dernier épisode de la saison 2 qui marque la fin de la première génération de Skins a été suivi par 853 000 téléspectateurs.
La saison 2 se déroule 6 mois après les événements de la fin de la saison 1. Tony a survécu à sa collision avec le bus mais est sévèrement handicapé mentalement. Il ne peut pas écrire, se déplace avec difficulté et peut à peine se souvenir des gens et des choses qui l'entouraient avant son accident. L'épisode 2 marque l'arrivée de Sketch, un nouveau personnage. D'une manière générale, la saison 2 est beaucoup plus sombre et dramatique que la saison 1, et développe les personnalités des personnages.
Des événements tragiques ponctuent cette deuxième saison qui développe en profondeur les traits des personnages. Le groupe est aussi moins soudé que dans la saison 1 et chacun semble prendre un chemin différent. La saison 2 se veut la continuation de la saison 1 en y ajoutant des éléments moralisateurs portant sur le handicap, le décès, la maladie, la grossesse non désirée et l'avortement par exemple.
1. Contrecoup (Tony and Maxxie)
2. La fan (Sketch)
3. Pères et fils (Sid)
4. L'anniversaire (Michelle)
5. Un beau gâchis (Chris)
6. Le réveil de Tony (Tony)
7. L'ordre rétabli (Effy)
8. Le choix de Jal (Jal)
9. Le début de la fin (Cassie)
10. Les adieux (Everyone)

Note : contrairement aux épisodes de la saison 1, les titres français des épisodes ne portent plus le nom du personnage central.

### Troisième saison (2009)
La saison 3 qui marque l'arrivée d'une « deuxième génération » a été diffusée du 22 janvier au 26 mars 2009, toujours sur E4.
Le casting est intégralement changé sauf Kaya Scodelario qui interprète Effy, la sœur de Tony et Lisa Backwell qui joue le rôle de Pandora Moon, la nouvelle amie d'Effy (apparue brièvement dans la saison 2). La troisième saison suit le modèle initial de la série, à savoir dans un premier temps une saison basée sur des personnages de 16 à 18 ans allant au lycée puis une autre saison pour approfondir leur personnalité.
1. Nouvelles têtes (Everyone)
2. Cook (Cook)
3. Thomas (Thomas)
4. Pandora (Pandora)
5. Freddie (Freddie)
6. Naomi (Naomi)
7. JJ (JJ)
8. Effy (Effy)
9. Emily et Katie (Emily & Katie)
10. Bouquet final (Finale)

#### Clins d'œil
Les créateurs de la série ont intégré des clins d'œil aux saisons 1 et 2 dans cette troisième saison :
- 3X01 : Freddie va rejoindre Cook et JJ sur une terrasse et nous voyons le père d'Effy écrasant un vélo et fonçant dans un poteau.
- 3X01 : Cook tombe sur l'ancien casier de Sid où s'y trouve son emblématique bonnet et le magazine porno qui apparaît dans l'épisode 1 saison 1. "Sid" est d'ailleurs tagé sur la porte du casier.
- 3X01 : Katie demande à Effy comment va son frère (Tony) et lui dit que toutes ses copines étaient folles de lui. Elle lui demande aussi s'il est bien devenu débile.
- 3x02 : Tonton Keith est le voisin du père de Maxxie de la saison 1. Il est aussi le dealer de Chris dans l'épisode 4 de la saison 1 (il échange la chaîne hifi de Chris contre des pilules).
- 3x02 : Le poisson que JJ fait apparaître dans le verre d'eau fait penser à celui qu'Angie offre à Chris dans l'épisode 4 de la saison 1.
- 3x02 : D'ailleurs, Cook boit l'eau dans laquelle se trouve le poisson, tout comme Chris l'a fait (1x04).
- 3x03 : L'appartement où emménage Thomas fait partie des mêmes HLM où vivait Maxxie.
- 3x03 : Le sac où Thomas met la marijuana est le même que celui qui coule avec la voiture dans l'épisode 1 de la saison 1.
- 3x05 : Cook parle à JJ d'un kickboxeur qui se fait appeler « Anwar le magnifique ».
- 3x07 : Quand JJ regarde ses ordonnances, on voit marqué dessus « St Hopes Hospital », l'hôpital où Chris est hospitalisé dans l'épisode 2x09.
- 3x07 : Cook possède une chambre d'étudiant où l'on peut voir marqué à côté de la porte « Chris loves fish ». Il s'agit donc très certainement de celle que Chris possédait.
- 3x07 : JJ et Emily discutent sur un banc ; c'est le même où Sid a rejoint Cassie dans le dernier épisode de la saison 1.
- 3x07 : Le groupe qui joue à la soirée où Cook prend les cachets de JJ, est le même que dans l'épisode 2x03, quand Sid est avec Tony dans une boite après la mort de son père.
- 3x07 : Cook achète quelques cachetons quand la police vient les déloger, on reconnaît nettement l'endroit qui avait fait apparition dans l'épisode sur Effy de la saison 1.
- 3x10 : Le parc où la mère d'Effy trouve JJ est le parc où se retrouvent Cassie et Sid dans le dernier épisode de la saison 1.

### Quatrième saison (2010)
La saison 4 reprenant le casting de la saison précédente a été diffusée sur E4 du 28 janvier au 18 mars 2010. Le dernier épisode de la saison 4 qui marque la fin de la deuxième génération de Skins a été suivi par 902 000 téléspectateurs.
Comme pour la génération précédente, cette saison approfondit le caractère des personnages et on en apprend plus sur leurs passés et sur leurs familles. Elle est également plus sombre et moins axée sur le comique : le couple Naomi-Emily y est soumis à rude épreuve, Freddie est toujours amoureux d'Effy, Cook est plus que jamais sur la corde raide, Thomas doute de tout et de tout le monde après un accident tragique, Katie prend conscience de la futilité de sa vie et JJ ouvre son cœur. Mais Effy finit par devenir paranoïaque et se retrouve internée. Elle fait alors la rencontre d'un psychologue aux intentions douteuses, John Foster. Freddie refuse de laisser Effy se faire manipuler et décide d'intervenir.
1. Le dilemme de Thomas (Thomas)
2. Révélations (Emily)
3. Le courage de Cook ! (Cook)
4. Pauvre Katie ! (Katie)
5. Descente aux enfers (Freddie)
6. La belle et le barjo (JJ)
7. Guérir (Effy)
8. Le choc (Everyone)

#### Clins d'œil
Les créateurs de la série ont intégré des clins d'œil aux saisons 1 et 2 dans cette quatrième saison :
- 4x02 : Le casier de Sophia destiné à Naomi nous rappelle l'obsession et l'admiration de Sketch pour Maxxie.
- 4x02 : Sur la couverture du journal intime de Sophia, il y a écrit "Sketch Book", ce qui nous rappelle Sketch, la petite amie d'Anwar, folle amoureuse de Maxxie dans la saison 2.
- 4x03 : Cook dit à son avocat Duncan qu'il avait volé la copine de son meilleur ami juste parce qu'il le pouvait. Cela rappelle Jal qui explique à l'enterrement de Chris, que Chris « s'élançait tous les jours dans les airs, juste parce qu'il le pouvait ».
- 4x04: Le départ en hâte de la famille Fitch lors de la saisie de leurs biens rappelle celui du vol du cercueil de Chris dans la saison 2.
- 4X05 : On voit une photo de Tony sur le mur de la chambre de la mère d'Effy.
- 4X07 : Effy parle de l'accident de Tony à son psy, puis à Cook avec qui elle revient à l'endroit où il a eu lieu.

### Cinquième saison (2011)
La saison 5 de huit épisodes est marquée par l'arrivée de la « troisième génération ». Elle est diffusée du 27 janvier 2011 au 17 mars 2011 sur E4.
La saison s'ouvre avec Franky, une outsider arrivant trois semaines après la rentrée au lycée Roundview.
1. Franky
2. Rich
3. Mini
4. Liv
5. Nick
6. Alo
7. Grace
8. Paumés (Everyone)

#### Clins d'œil
Les créateurs de la série ont intégré des clins d'œil aux saisons précédentes :
- 5x01 : La façon dont Franky énumère les insultes qu'elle a déjà subi fait penser à JJ dans l'épisode 7 de la saison 3, quand il se traite lui-même de fou.
- 5x04 : La station de bus où se retrouvent Matty et Liv durant l'épisode est celle où Anwar et Maxxie abandonnent Sketch à la fin de la saison 2.
- 5x04 : Quand Liv rejoint Matty à l'intérieur de la station de bus, on voit une tête blonde et une tête rousse en sortir, rappelant le couple Naomie et Emily.
- 5x05 : La scène ou Nick et Matty brûlent leurs affaires nous rappelle la dépression d'Effy, qui elle aussi avait brulé ses affaires dans le 4x07.
- 5x06 : Lorsqu'Alo se masturbe devant des films porno devant son ordinateur au début de l'épisode rappelle la scène où Freddie fait la même chose dans l'épisode 10 de la saison 3.
- 5x06 : Sur le front d'Alo revenus de sa fête d'anniversaire est inscrit « Virgin » rappelant Sid dans la saison 1, qui s'était vu aussi avoir cette inscription sur son front.
- 5x06 : Le magazine « Asian Fanny Fun » qui sert de piège pour attirer Alo en vue de l'enlever a le même titre que celui qu'utilisait Sid pour se masturber dans l'épisode 1 de la saison 1, c'est également celui retrouvé dans son ancien casier par Cook, Freddy et JJ dans le premier épisode de la saison 3.
- 5x06 : Le pub où le gang se retrouve après avoir enlevé Alo est celui où Cook fête son anniversaire dans la saison 3.
- 5X07 : La scène dans laquelle Rich déclame la tirade de Roméo dans la scène du balcon, est similaire à celle de Tony dans l'épisode 7 de la saison 1.
- 5X08 : La scène dans laquelle Franky et Matty s'embrassent par terre dans les bois et que Franky regarde le ciel est similaire à l'épisode 8 de la saison 3 avec Effy.

### Sixième saison (2012)
« Le gang part en vacances au Maroc pendant l'été. Après une dispute entre elle et Matty, Franky part en voiture avec Luke, un jeune Anglais provocateur qui cache de la drogue dans les villas de vacances. Matty, Grace et Liv les poursuivent mais ont un terrible accident. Matty s'enfuit après l'accident, laissant les 2 autres filles toutes seules. Grace tombe dans le coma pendant un certain temps, au plus grand malheur de Rich, à qui le père de Grace a interdit toute visite. Lors de leur retour à Bristol, rien n'est plus comme avant. Le gang ne parle plus à Franky, qui est portée responsable de l'accident. Certaines amitiés se brisent alors que de nouvelles relations toxiques se forment. L'arrivée d'Alex, un petit nouveau, permettra-t-elle d'y remettre de l'ordre ou détruira-t-elle ce qu'il reste du groupe ? »
Selon Laya Lewis (Liv), le tournage de la saison 6 devait débuter à la fin du mois de juin 2011 et se poursuivre pendant tout l'été. Le clap de fin du tournage a eu lieu le 23 décembre 2011, date à laquelle la dernière scène a été tournée.
Le premier épisode a été diffusé le 23 janvier 2012 sur E4 et le reste de la saison pendant les mois de février et mars.
Une première bande-annonce a été rendue disponible sur YouTube le 27 décembre 2011.
La saison 6 inclut de nouveaux personnages auxquels doit faire face le groupe actuel.
1. Cauchemar au Maroc (Everyone)[10]
2. Fond du trou (Rich)
3. Fuir (Alex)
4. Sur le fil du rasoir (Franky)
5. Le secret de Mini (Mini)
6. Le dilemme de Nick (Nick)
7. Agir en adulte (Alo)
8. Seule contre tous (Liv)
9. Tout effacer ! (Mini & Franky)
10. Renaissance (Finale)

#### Clins d'œil
Les créateurs de la série ont intégré des clins d'œil aux saisons précédentes :
- 6x04 : Le parc où Franky discute avec son père est le même que celui où Cook et Naomi ont leur conversation dans la saison 4. Le centre psychologique chez lequel on l'envoie consulter est le même que celui de JJ et Emily. Et l'appartement où elle loge avec Luke ressemble beaucoup à ceux où vivaient Maxxie et Thomas.
- 6x05 : Mini est devant l'aquarium là où Michelle et Jal étaient dans le dernier épisode de la saison 2.
- 6x05 : le petit-ami de la mère de Mini est l'un des deux hommes de main de Johnny White dans la saison 3.
- 6x07 : Lorsque Doug va voir Alo en prison, il lui tient exactement le même discours qu'à l'employée traumatisée du lycée Roundview dans l'épisode 3x01, soit : « Remonte en selle ! ».
- 6x08 : Liv va dans le même cabinet médical que Katie lorsqu'elle croit être enceinte dans le quatrième épisode de la saison 4. Elle s'assied également sur le même banc que Cassie dans la saison 1 lorsque celle-ci cherche à se suicider. Doug cite l'épisode où il danse avec Cassie lors de l'examen final. À la fin de l'épisode, Liv, sa petite sœur, Rich et Doug se rendent au même cimetière que Chris dans la saison 2.
- 6x09 : Franky et Mini se mettent dans la house de couette comme le faisaient Jal et Chris dans la deuxième saison.
- 6x10 : À la fin, Alex prend un bus à une station qui se révèle être la même que celle de Maxxie et Anwar quand ils partent pour Londres dans l'épisode 2x10.
- 6x10 : La mère de Franky est dans le même établissement qu'étaient Cassie et Effy.

### Septième saison (2013)
La septième saison a été annoncée en mars 2012, comme étant la dernière de la série. Composée de 3 double-épisodes, chacun centré sur un personnage emblématique de la série, elle aborde des thèmes différents et plus adultes (les personnages étant maintenant âgés d'une vingtaine d'années). Cette dernière saison est marquée par le retour de certains personnages des saisons précédentes. L’action de ces épisodes se situe à Londres et à Manchester.
Le 3 juin 2013, la première vidéo promo de la saison 7 est rendue disponible sur le net. On y voit chacun des trois personnages principaux (James Cook (Skins), Effy Stonem et Cassie Ainsworth) à l'époque où on les a quittés puis à l'époque où on les retrouve, montrant leur évolution et s'achevant sur la phrase « Le temps change tout le monde ».
- Épisodes 1 et 2 : Le pari d'Effy (Skins Fire) (centré sur Effy Stonem)

Effy (Kaya Scodelario) est coincée dans un boulot sans avenir comme réceptionniste pour un fonds spéculatif de Londres. Confrontée à une information sensible concernant une transaction douteuse et devenue la maîtresse de son riche patron, elle se rend compte qu'elle s'est accordée trop de responsabilités. Sa colocataire Naomi (Lily Loveless) essaie de l'empêcher de commettre une grave erreur mais Effy ne l'écoute pas… jusqu'à ce que les évènements prennent une tournure tragique.
- Épisodes 3 et 4 : Zoom sur Cassie (Skins Pure) (centré sur Cassie Ainsworth)

Cassie (Hannah Murray) est à la dérive, seule et invisible à Londres, essayant de faire le point sur sa vie. Lentement, elle se rend compte que quelqu'un la suit. Cassie se retourne pour confronter l'inconnu. Une étrange et poignante amitié se crée, mais survivra-t-elle à la réalité du monde extérieur ?
- Épisodes 5 et 6 : Cook en enfer (Skins Rise) (centré sur James Cook)

Cook (Jack O'Connell) travaille comme dealer pour les fêtards de Manchester. Quand on lui demande d'aider la petite amie de son employeur à trouver une maison alors qu'il ressent une irrésistible attraction pour elle, il déclenche une réaction en chaîne l'entrainant dans un monde dangereux et où il devra se confronter à son propre passé violent.

## Futurs projets dérivés

### Skins, le film
En 2009, The Guardian rapporte qu'une adaptation cinématographique de Skins est en pourparlers. Dans un entretien avec The Guardian, Jack Thorne, scénariste régulier de la série, déclare qu'il est actuellement en train d'écrire cette adaptation. Il révèle que celle-ci devrait se focaliser sur la seconde génération mais que la première devrait également apparaître ainsi que la troisième dans une scène. Thorne affirme même que Nicholas Hoult est en négociations pour reprendre son rôle. En mai 2010, Channel 4 confirme qu'une version sur grand écran de la série était lancée. Le film devrait reprendre des personnages de la série originale mais également en introduire de tous nouveaux. Un tournage en septembre 2010 pour une sortie en été 2011 était alors planifié. Selon The Sun, Nicholas Hoult (Tony) et Dev Patel (Anwar) étaient attachés au projet.
En septembre 2011, Kaya Scodelario révéla qu'elle et le reste de la deuxième génération avaient été attachés au projet mais que celui-ci n'a pas abouti pour des raisons non connues. Sur son compte Twitter, Jamie Brittain affirme que le film n'a pas abouti car toute l'équipe était trop occupée sur la série. Il révèle en outre que Naomi et Emily figuraient bel et bien dans le script du film.

### Adaptation américaine
MTV a acquis en 2010 les droits pour développer une version américaine de la série. Elle a été écrite et produite par Brian Elsley, qui est déjà cocréateur et scénariste de la version originale. Comme pour la version anglaise, les adolescents aideront à l'écriture de la série et ce sont des acteurs inconnus qui seront choisis. La série devrait se dérouler dans la ville de Baltimore, Maryland. En février 2010, le tournage du pilote a eu lieu à Toronto, Canada. D'après les créateurs de la série, le casting de cette version a été choisi pour ressembler à celui de la première génération de la version originale anglaise. Le scénario sera aussi dans le premier épisode un copié-collé de l'original pour ensuite s'en éloigner. À noter que le personnage de Maxxie est remplacé par une fille du nom de Tea.
La série a été annulée par MTV le 9 juin 2011.

## Commentaires
Skins est née de la volonté de la part de la chaîne E4 de diffuser plus de programmes d'origine britannique.
Dès son lancement en janvier 2007 sur E4, Skins s'est affirmée comme la série ado nouvelle génération. Variées et réalistes, les situations décrites sont autant d'angles d'approche à des problèmes très concrets, traités avec humour et sans détours : le sexe, les drogues, l'anorexie, la religion, l'homosexualité et la détresse adolescente sont au cœur des préoccupations et des vies des héros. Le succès est indéniable et immédiat à tel point que 1,4 million de personnes ont suivi l'épisode pilote sur E4 (soit l'audience la plus haute jamais mesurée pour une série britannique sur cette chaîne).

### Signification du titre de la série
- En anglais argotique, « skins » signifie papier à rouler : c'est une référence à l'utilisation illégale que les personnages de la série font du cannabis tout au long de la série.
- « Skin », c'est aussi la « peau », or chaque épisode est centré sur un personnage, le spectateur se met donc pendant un à plusieurs épisodes dans la peau d'un personnage de la série.
- Enfin, « skinned » signifie également « écorché », ce qui peut être perçu comme une référence à la souffrance de ces adolescents plongés dans un monde dont ils ont perdu les repères.

### Audiences
La série a été diffusée le lundi et le jeudi soir à 22 h au cours de ses cinq premières saisons.
| Saison                          | Moyenne |
| ------------------------------- | ------- |
| 1re génération (saisons 1 et 2) | 950 000 |
| 2e génération (saisons 3 et 4)  | 840 000 |
| 3e génération (saison 5 et 6)   | 662 000 |

### Critiques
La première saison a reçu des critiques mitigées, certains ont critiqué le fait que la série brosse un portrait parfois irréel des adolescents et trop stéréotypé. Hugh Evans notamment a déclaré que la série donnait une mauvaise image des adolescents. D’autres personnes ont critiqué la promotion excessive de la série (particulièrement au Royaume-Uni) et la pauvreté des scénarios en comparaison avec d’autres séries sur le même thème. Nicholas Hoult (Tony) s'est défendu de ces critiques en affirmant que le scénario ne prétend pas décrire l'histoire de tous les adolescents d'une manière générale, et que, si celui-ci pouvait parfois accentuer le côté extrême de situations particulières, c'était afin de rendre l'histoire plus divertissante, et qu'il n'en demeurait pas moins crédible.
Gordon Farrer a décrit la série dans The Age comme étant « rafraîchissante, divertissante et qui vaut le détour » en ajoutant qu’elle est aussi intéressante à regarder pour les parents que pour les adolescents.
Avec plus de 13 800 votes, la série obtient actuellement une note de 8,7/10 sur IMDb.

### Récompenses
- Royal Television Society Awards 2007 : meilleurs décors pour l'épisode Cassie (saison 1)
- BAFTA 2008 : meilleur générique
- BAFTA 2008 : nominée meilleure série dramatique (battue par The Street de BBC)
- Festival de la Rose d'Or 2008 : meilleure série dramatique
- BAFTA 2009 (Philips Audience Award) : meilleur programme de l'année 2008
- NME Awards 2011 : prix de la meilleure série 2010

### Un succès mondial
Le succès de Skins est grandissant. La série est diffusée dans une vingtaine de pays. Elle fut d'ailleurs la série de fiction britannique la plus exportée en 2008.
En France, distribuée par StudioCanal, la série a été plutôt bien accueillie par les adolescents. En décembre 2007, Canal+ a diffusé la saison 1 de la série et la saison 2 en mai 2009. En janvier 2009, les chaînes de la TNT et du satellite Virgin 17 et June ont commencé à diffuser la saison 1 de la série. De nombreux sites français de fans ont vu le jour dès la diffusion de la première saison sur E4 alors que la série était inconnue en France. Virgin 17 s'est félicitée des audiences de la saison 1, diffusée en janvier et février 2009 sur son antenne. La série a réuni un peu plus de 200 000 téléspectateurs sur certains épisodes. La saison 2, diffusée sur Canal+ de mai à juillet 2009, a réuni en moyenne 400 000 téléspectateurs par soirée, soit 9,3 % des abonnés de la chaîne cryptée. La saison 3 quant à elle débuta le 15 juillet 2010 pour une diffusion tous les jeudis à 22 h 15 jusqu'au 12 août.
La série a été diffusée pour la première fois aux États-Unis sur BBC America le 17 août 2008. Certaines grossièretés sont censurées à l'aide de silences et la plupart des scènes de nudité sont floutées.
Côté presse française des opinions plutôt positives ont été déposées :
- « Skins offre une peinture surréaliste de la jeunesse britannique et s'annonce comme un véritable phénomène. » ― Dvdrama.
- « Un drôle de mélange entre mélancolie et humour trash. » ― Télérama.
- « Les ados n'ont pas intérêt à rater Skins. » ― Générique(s).
- « Une bande d'ados plus vrais que nature. » ― Télé Star.
- « Un anti-Lol toujours aussi attachant. » ― Télé Star.
- « C'est trash, tendre et vrai. Culte. » ― L'Express.
- « Un exemple d'authenticité, dépouillé de vision moralisatrice. » ― Alain Carrazé (Canal+).

Parmi les critiques presse anglo-saxonnes on peut citer :
- « Skins is full of energy and sheer naughtiness. » ― The Guardian.
- « Skins is the very best television series about teenagers ever. » ― Huffington Post.
- « Skins is more real than reality TV. » ― New York Magazine.
- « Forget all the predictable controversy of Gossip Girl, the cool kids have moved on to Skins. » ― Chicago Daily Herald.
- « Oh, if only American shows had half its guts. » ― Entertainment Weekly.

## Produits dérivés

### Skins, le roman
Hodder & Stoughton General a publié en janvier 2010 un roman écrit par Ali Cronin portant sur la seconde génération de Skins. Skins: The Novel nous raconte ce qui se passe pendant les vacances d'été entre la saison 3 et la saison 4. La particularité du livre est telle que, comme pour la série, chaque chapitre se rapporte à un personnage et est narré selon le point de vue de celui-ci.
Effy s'est envolée pour l'Italie avec sa mère, afin d'oublier Freddie et ce qu'elle a fait à Katie. Emily est en vacances en France avec ses parents et Naomi s'interroge quant à sa scolarité. Thomas et Pandora eux vivent le parfait amour mais doivent néanmoins le cacher. Cook et Freddie se lancent dans une sorte de collection de conquêtes féminines avec pour juge un JJ plus que frustré…
La sortie en France est prévue pour le mois de novembre 2011.
On retrouve aussi un autre livre, Skins, génération trash, tome 1 et 2, en vente sur Amazon à moins de 10 €.

### DVD
| Saisons | Dates de sortie   | Dates de sortie | Nombre d'épisodes | Informations additionnelles |  |
| Saisons | Royaume-Uni       | France          | Nombre d'épisodes | Informations additionnelles |  |
| ------- | ----------------- | --------------- | ----------------- | --- |  |
| 1       | 24 septembre 2007 | 25 mars 2008    | 9                 | Distribué par Channel 4 DVD au Royaume-Uni et par Studio Canal en France • Format 16/9 et son Dolby Digital 2.0 • VO sur l'édition anglaise • VF et VO sur l'édition française • Sous-titres en français sur l'édition française, et sous-titres en anglais sur l'édition anglaise • Bande originale modifiée pour cause de droits sur les deux versions • Pas de suppléments sur l'édition française • Suppléments sur l'édition anglaise : mini épisodes de Skins, making of, clip de Standing in the Way of Control du groupe Gossip, bandes-annonces promotionnelles de Skins. |  |
| 2       | 5 mai 2008        | 26 mai 2009     | 9                 | Distribué par Channel 4 DVD au Royaume-Uni et par Studio Canal en France • Format 16/9 et son Dolby Digital 2.0 • VO sur l'édition anglaise • VF et VO sur l'édition française • Sous-titres en français sur l'édition française, et sous-titres en anglais sur l'édition anglaise • Bande originale modifiée pour cause de droits sur les deux versions • Pas de suppléments sur l'édition française • Suppléments sur l'édition anglaise : making of et interviews avec les acteurs et l’équipe, Secret Party de Skins et son making of, 5 mini épisodes de Skins, bande-annonce de la chaîne, visite des coulisses, l'histoire de Daniel le scénariste, Skins à New York, making of de la danse de Maxxie. |  |
| 3       | 6 avril 2009      | 24 août 2010    | 10                | Distribué par Channel 4 DVD au Royaume-Uni et par Studio Canal en France • Format 16/9 et son Dolby Digital 2.0 • VO sur l'édition anglaise • VF et VO sur l'édition française • Sous-titres en français sur l'édition française, et sous-titres en anglais sur l'édition anglaise • Bande originale modifiée pour cause de droits sur la version française • Pas de suppléments sur l'édition française • Suppléments sur l'édition anglaise : journaux vidéos des personnages, making of de chaque épisode, 4 mini épisodes, coulisses des auditions de Londres et des auditions finales, bandes-annonces et making of du trailer de lancement de la saison.                                                |  |
| 4       | 22 mars 2010      | 30 août 2011    | 8                 | Distribué par Channel 4 DVD au Royaume-Uni et par Studio Canal en France • Format 16/9 et son Dolby Digital 2.0 • VO sur l'édition anglaise • VF et VO sur l'édition française • Sous-titres en français sur l'édition française, et sous-titres en anglais sur l'édition anglaise • Bande originale modifiée pour cause de droits sur la version française • Pas de suppléments sur l'édition française • Suppléments sur l'édition anglaise : journaux vidéos des personnages, séquence animée, vidéos de making of, commentaires des scénaristes et des réalisateurs. |  |
| 5       | 22 janvier 2011   | 17 juillet 2012 | 8                 | Distribué par Channel 4 DVD au Royaume-Uni et par Studio Canal en France • Format 16/9 et son Dolby Digital 2.0 • VO sur l'édition anglaise • VF et VO sur l'édition française • Sous-titres en français sur l'édition française, et sous-titres en anglais sur l'édition anglaise • Bande originale modifiée pour cause de droits sur la version française • Pas de suppléments sur l'édition française • Suppléments : commentaires des scénaristes et des réalisateurs. |  |
| 6       | 23 avril 2012     | 7 janvier 2014  | 10                | Distribué par Channel 4 DVD au Royaume-Uni et par Studio Canal en France • Format 16/9 et son Dolby Digital 2.0 • VO sur l'édition anglaise • VF et VO sur l'édition française • Sous-titres en français sur l'édition française, et sous-titres en anglais sur l'édition anglaise • Bande originale modifiée pour cause de droits sur la version française • Pas de suppléments sur l'édition française. |  |
| 7       | 12 août 2013      | 7 juillet 2015  | 6                 | Distribué par Channel 4 DVD au Royaume-Uni et par Studio Canal en France • Format 16/9 et son Dolby Digital 2.0 • VO sur l'édition anglaise • VF et VO sur l'édition française • Sous-titres en français sur l'édition française, et sous-titres en anglais sur l'édition anglaise • Bande originale modifiée pour cause de droits sur la version française • Pas de suppléments sur l'édition française. |  |

### Disponibilité
En France, les épisodes de Skins sont téléchargeables légalement en vidéo à la demande sur plusieurs plates-formes :
- Sur iTunes France, la série est disponible intégralement, selon la saison le prix d'un épisode va de 1,49 € à 2,99 € en définition standard ou haute définition. Un pack saison va de 11,99 € à 19,99 €. Certaines saisons sont disponibles en version multilingue.
- Sur Canalplay, la série est disponible partiellement à 1,99 € l'épisode en définition standard et en version multilingue.
- La série est disponible intégralement sur le service de streaming Netflix en version multilingue.

### Bande originale
De nombreuses chansons utilisées dans les diffusions originales ne sont plus dans les épisodes sur DVD des saisons 1 et 2 à cause de problèmes de droits.
La version française diffusée sur Canal+, puis commercialisée par StudioCanal a été doublée sur la version DVD, c'est-à-dire avec bande son modifiée.
Les autres pays, même anglophones ne sont pas épargnés par le changement de chansons, ainsi en Nouvelle-Zélande et au Canada, la saison 2 a été diffusée en version DVD.
Il est ainsi probable que la plupart des droits musicaux ont été acquis uniquement pour une diffusion en Angleterre et à la télévision.
Dans la saison 2, Tony et Anwar fredonnent respectivement Mousse T et Akon dans la diffusion originale sur E4, mais ils sont redoublés dans la version DVD et chantent autre chose.
Cependant, les épisodes de la saison 3 sortis en DVD anglais ont conservé l'intégralité de leur bande son à l'exception de The Fear par Lily Allen, remplacée par I Kissed a Girl de Katy Perry dans l'épisode 4. La majeure partie des chansons ont été remplacées pour la diffusion à la télévision française de la saison 3.